# Soendabrilvogel
De soendabrilvogel (Zosterops melanurus) is een zangvogel uit de familie van de brilvogels. De vogel werd in 1865 door Gustav Hartlaub als aparte soort beschreven. Daarna werd de vogel vaak als ondersoort van de Indische brilvogel beschouwd.

## Kenmerken
De vogel is 10 tot 14 cm lang met een heldergele borst en buik. Kenmerkend zijn de grijze vlekken op de flanken die het geel begrenzen. Verder is de vogel van boven olijfgroen, waarbij het groen doorloopt tot op de kruin.

## Verspreiding en leefgebied
Er zijn twee geografisch gescheiden ondersoorten:
- Z. m. buxtoni: westelijk Java.
- Z. m. melanura: centraal en oostelijk Java en Bali.

## Status
De grootte van de populatie is niet gekwantificeerd maar de soort wordt omschreven als algemeen. De soort gaat echter snel achteruit omdat het een van de meest voor de handel in vogels gevangen vogelsoorten is. Op de Rode lijst van de IUCN heeft deze soort daarom de status kwetsbaar.